# Campionati europei di hockey su pista 1973
I Campionati Europei 1973 furono la 31ª edizione dei campionati europei di hockey su pista; la manifestazione venne disputata in Germania a Iserlohn dal 5 al 12 agosto 1973.

La competizione fu organizzata dalla Fédération Internationale de Roller Sports.

Il torneo fu vinto dalla nazionale portoghese per la 13ª volta nella sua storia.

## Città ospitanti e impianti sportivi
| CITTÀ    | IMPIANTO | CAPIENZA |
| Iserlohn | ?        | ?        |

## Svolgimento del torneo

### Risultati
| Iserlohn agosto 1973 | Belgio | 9 – 6 | Francia |  |

| Iserlohn agosto 1973 | Belgio | 1 – 10 | Germania Ovest |  |

| Iserlohn agosto 1973 | Belgio | 7 – 1 | Inghilterra |  |

| Iserlohn agosto 1973 | Belgio | 1 – 6 | Italia |  |

| Iserlohn agosto 1973 | Belgio | 4 – 3 | Paesi Bassi |  |

| Iserlohn agosto 1973 | Belgio | 2 – 17 | Portogallo |  |

| Iserlohn agosto 1973 | Belgio | 1 – 12 | Spagna |  |

| Iserlohn agosto 1973 | Belgio | 4 – 12 | Svizzera |  |

| Iserlohn agosto 1973 | Francia | 3 – 8 | Germania Ovest |  |

| Iserlohn agosto 1973 | Francia | 4 – 2 | Inghilterra |  |

| Iserlohn agosto 1973 | Francia | 1 – 6 | Italia |  |

| Iserlohn agosto 1973 | Francia | 4 – 3 | Paesi Bassi |  |

| Iserlohn agosto 1973 | Francia | 3 – 11 | Portogallo |  |

| Iserlohn agosto 1973 | Francia | 0 – 11 | Spagna |  |

| Iserlohn agosto 1973 | Francia | 2 – 3 | Svizzera |  |

| Iserlohn agosto 1973 | Germania Ovest | 8 – 1 | Inghilterra |  |

| Iserlohn agosto 1973 | Germania Ovest | 4 – 2 | Italia |  |

| Iserlohn agosto 1973 | Germania Ovest | 6 – 1 | Paesi Bassi |  |

| Iserlohn agosto 1973 | Germania Ovest | 0 – 5 | Portogallo |  |

| Iserlohn agosto 1973 | Germania Ovest | 0 – 4 | Spagna |  |

| Iserlohn agosto 1973 | Germania Ovest | 13 – 1 | Svizzera |  |

| Iserlohn agosto 1973 | Inghilterra | 3 – 7 | Italia |  |

| Iserlohn agosto 1973 | Inghilterra | 2 – 9 | Paesi Bassi |  |

| Iserlohn agosto 1973 | Inghilterra | 0 – 16 | Portogallo |  |

| Iserlohn agosto 1973 | Inghilterra | 3 – 11 | Spagna |  |

| Iserlohn agosto 1973 | Inghilterra | 0 – 2 | Svizzera |  |

| Iserlohn agosto 1973 | Italia | 2 – 3 | Paesi Bassi |  |

| Iserlohn agosto 1973 | Italia | 1 – 3 | Portogallo |  |

| Iserlohn agosto 1973 | Italia | 2 – 2 | Spagna |  |

| Iserlohn agosto 1973 | Italia | 4 – 1 | Svizzera |  |

| Iserlohn agosto 1973 | Paesi Bassi | 1 – 2 | Portogallo |  |

| Iserlohn agosto 1973 | Paesi Bassi | 1 – 5 | Spagna |  |

| Iserlohn agosto 1973 | Paesi Bassi | 4 – 3 | Svizzera |  |

| Iserlohn agosto 1973 | Portogallo | 2 – 1 | Spagna |  |

| Iserlohn agosto 1973 | Portogallo | 17 – 1 | Svizzera |  |

| Iserlohn agosto 1973 | Spagna | 8 – 2 | Svizzera |  |

### Classifica
|    | Squadra        | PT | G | V | N | P | GF | GS | Diff. |
| -- | -------------- | -- | - | - | - | - | -- | -- | ----- |
| 1. | Portogallo     | 16 | 8 | 8 | 0 | 0 | 73 | 9  | +64   |
| 2. | Spagna         | 13 | 8 | 6 | 1 | 1 | 54 | 11 | +43   |
| 3. | Germania Ovest | 12 | 8 | 6 | 0 | 2 | 49 | 18 | +31   |
| 4. | Italia         | 9  | 8 | 4 | 1 | 3 | 30 | 18 | +12   |
| 5. | Paesi Bassi    | 6  | 8 | 3 | 0 | 5 | 25 | 29 | -4    |
| 6. | Svizzera       | 6  | 8 | 3 | 0 | 5 | 25 | 51 | -26   |
| 7. | Belgio         | 6  | 8 | 3 | 0 | 5 | 29 | 67 | -38   |
| 8. | Francia        | 4  | 8 | 2 | 0 | 6 | 23 | 53 | -30   |
| 9. | Inghilterra    | 0  | 8 | 0 | 0 | 8 | 12 | 64 | -52   |

## Campioni
| Campione d'Europa 1973 |
| ---------------------- |
| Portogallo 13º titolo  |